# 楊乃武と小白菜

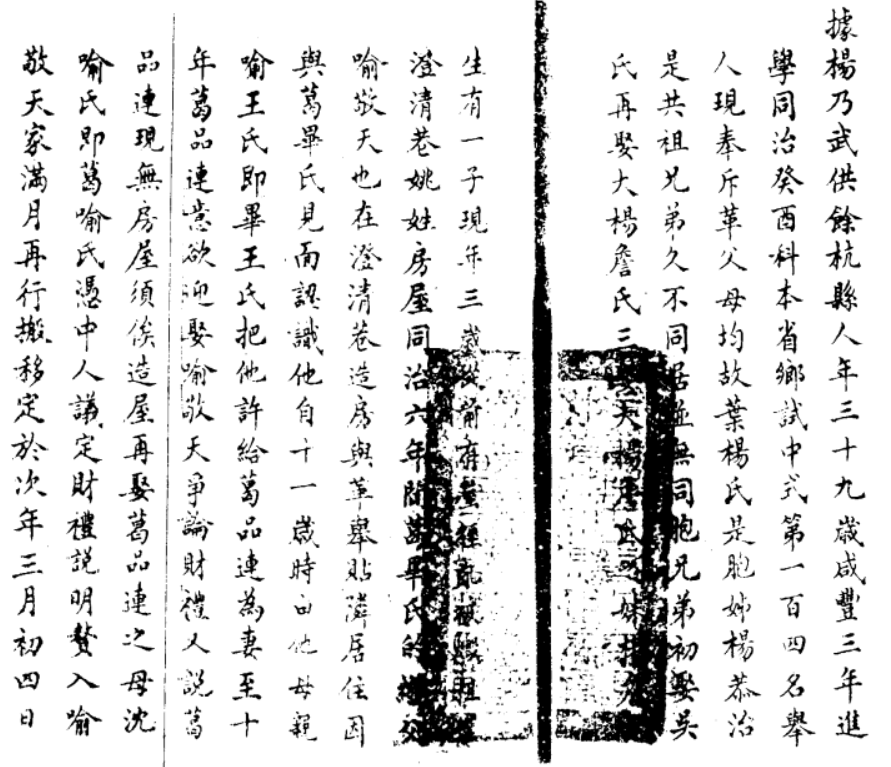

楊乃武と小白菜（ようだいぶとしょうはくさい）は、清末に楊乃武と畢秀姑（小白菜）が姦通して夫を殺害したと疑惑をかけられた冤罪事件である。清末四大奇案の一つに数えられる。

## 経緯
楊乃武は字を書勲または子釗といい、浙江省杭州府余杭県余杭鎮澄清巷の人で、代々養蚕業と桑栽培を営み、挙人であった。畢秀姑は葛家の童養媳であり、容姿端麗で、よく白色の着物に緑色の前掛けをしていたので小白菜と呼ばれていた。楊乃武は畢秀姑に字を教え、はなはだ親密であったので世間から「羊（楊に通じる）が白菜を食う」と噂された。
畢秀姑の夫の葛品連はフィラリア症を病んでいたが、1873年10月3日に死去した。検屍の結果、ヒ素による毒殺であると認定された。知県の劉錫彤は楊乃武と畢秀姑が共謀して葛品連を毒殺したと疑い、3度にわたって楊乃武を拷問にかけたが、自白にさせることができなかった。劉錫彤は報告書の「死者の口と鼻から流血があった」という部分を「7つの穴から流血があった」と改竄し、杭州府に送った。
杭州府知府陳魯はさらに拷問を加えたため、ついに楊乃武は自白に追い込まれた。その結果陳魯は楊乃武に斬罪、畢秀姑に凌遅刑を言い渡し、浙江按察使蒯賀蓀に報告した。
楊家はこれを不服として抗弁書を提出した。楊乃武の姉の楊淑英（菊貞）はかつて刑部右侍郎の夏同善の家で働いていたことがあり、抗弁書は夏同善と刑部分管浙江司刑獄林文忠を通じて、軍機大臣兼総理各国事務衙門大臣翁同龢の手元に届き、彼らは事件が冤罪であるとの疑いを持つようになった。西太后は刑部を通じて、浙江巡撫楊昌濬に再審を命じ、監察御史王昕を派遣した。王昕は楊乃武がヒ素を買ったと自供した愛仁堂ではヒ素を売った事実はないことを突き止めたが、楊昌濬は面子を保つために「姦通して毒殺した」と上奏した。
朝廷は浙江学政胡瑞瀾を欽差大臣に任命してさらに審理にあたらせたが、胡瑞瀾は刑法に無知で、劉錫彤から賄賂を受け取り、拷問によって自白を迫った。畢秀姑は乳首に銅線を通される拷問を受け、再び楊乃武にそそのかされて殺害したと自供した。胡瑞瀾は楊乃武に斬罪、畢秀姑に凌遅刑を言い渡した。しかし監察御史の辺宝泉は胡瑞瀾の審判を弾劾した。1874年、楊淑英と楊乃武の妻の詹彩鳳は再び北京にのぼり、夏同善の紹介で浙江籍の官員30余名に無実を訴えた。夏同善と王昕は楊乃武の無実を上奏した。
1876年、刑部尚書桑春栄が自ら審理にあたることになり、葛品連の棺を開けて検屍をやり直した。刑部に在職60年の検屍官が調べたところ、毒殺ではなく病死であることが証明された。こうして翌年2月に事件の終結が宣告され、楊乃武と畢秀姑は釈放された。しかし獄中での拷問で障害を負い、名誉回復もなかった。
楊乃武は養蚕業と桑栽培で余生をすごし、1914年9月に病死した。畢秀姑は出家して尼となり、法名を慧定といい、1930年に死去した。

## 影響
この事件で有罪を主張した胡瑞瀾・楊昌濬は左宗棠率いる湘軍出身の「両湖派」の人物で、彼らに疑義をはさんだ翁同龢・夏同善・張家驤らは江蘇省・浙江省出身の「江浙派」の人物であった。そのため事件は「両湖派」と「江浙派」の政争の様相を見せることとなった。結局、冤罪が証明され、胡瑞瀾・楊昌濬以下30余名の官員が免職となり、左宗棠と「両湖派」は大きな打撃を受けた。

## 映像作品
1930年・1939年に中国で、1955年・1956年・1963年・1994年に香港で映画化された。また1990年・1994年・2005年に中国でテレビドラマ化された。